# أنكر (شركة)
أنكر (بالإنجليزية: Anker)‏ هي علامة تجارية إلكترونية صينية مملوكة لشركة أنكر إنڤينشونز ومقرها في شنجن، غوانغدونغ. تشتهر العلامة التجارية بإنتاج أجهزة الكمبيوتر الطرفية والأجهزة المحمولة. وتشمل هذه الأجهزة الشواحن المتنقلة، سماعات الأذن، سماعات الرأس، مكبرات الصوت، مراكز البيانات، كابلات الشحن، المصابيح، وبالإضافة إلى العديد من المنتجات الأخرى.
تمتلك أنكر العديد من العلامات التجارية الشقيقة مثل ساوند كور، نيبولا، يوفي وروڤ.

## التاريخ
أسس ستيفن يانغ أنكر في عام 2011 بعد عودته إلى شنجن، غوانغدونغ، بعد أن عمل كمهندس برمجيات في جوجل في كاليفورنيا بالولايات المتحدة. في أوائل عام 2012، عينت أنكر زايو دونغبينغ، رئيس مبيعات جوجل في الصين آنذاك. في عام 2012، حولت أنكر تركيزها من توفير بطاريات الكمبيوتر المحمول إلى شواحن بطاريات الهواتف الذكية وشواحن الحائط.
أصبح زايو رئيس أنكر إنڤينشونز الشركة الأم لأنكر في عام 2018.
تمتلك أنكر شركات تابعة في الصين واليابان والولايات المتحدة وألمانيا والمملكة المتحدة. قبل عام 2017، تم بيع أجهزة أنكر بشكل حصري في أمازون ماركت بليس. تبيع أنكر الآن منتجاتها على موقعها على الويب وفي متاجر التجزئة الكبرى، بما في ذلك بيست باي، تارغت ووولمارت ، بالإضافة إلى أمازون.

## منتجات
السوق الأساسي لأنكر هو ملحقات شحن الهاتف المحمول، بما في ذلك بنوك الطاقة وكابلات الشحن ومراكز شحن يو أس بي. تنتج أنكر أيضًا أجهزة منزلية ذكية وأدوات أمان تحت اسم يوفي وأجهزة عرض فيديو محمولة تحت اسم نيبولا وسماعات ومكبرات صوت بلوتوث تحت اسم ساوند كور وإكسسوارات السيارة تحت اسم روڤ.

## وصلات خارجية
- الموقع الرسمي